# Oláh Béla (tanár)
Deésházi Oláh Béla (Pest, 1861. április 12. – Budapest, 1909. december 12.) bölcseleti doktor, főreáliskolai tanár.

## Élete
Oláh István ügyvéd, később királyi aljárásbíró és Detrich Vilma nemes szülők fia. Az I-V. gimnáziumi osztályt Budapesten a református főgimnáziumban, az VI-VIII.-at a budapesti II. kerületi egyetemi főgimnáziumban végezte; a bölcseleti négy évet az itteni egyetemen hallgatta és 1882-ben tanári vizsgát tett magyarból és történelemből, 1883-ben doktoratust (magyar irodalomból, magyar nyelvészetből és világtörténelemből), 1887-ben tanári vizsgát franciából. Öt félévi jogi tanfolyamot is végzett alapvizsgálatokkal. 1883-től 1885-ig napidíjas volt a pénzügyminisztériumban; 1885-től 1889-ig írnok a budapestvidéki tankerületi főigazgatóságnál, ez alatt 1886 és 1889 között bejáró óradíjas tanár a budapesti I. kerületi leányiskolában, egyszersmind két évig bennlakó felügyelője; 1894-től tanár a budapesti V. kerületi állami főreáliskolában. Közben több évig bejáró tanár a rákospalotai Wagner-féle és a budapesti Naschitz-féle magán leánynevelőintézetben; 1899-től a Ferenc József nevelőintézetnek miniszterileg megbízott francia nyelvtanára. Utazott Ausztriában, Németországban, Svájcban, Franciaországban és Romániában. Munkatársa volt a Bolond Istóknak és a Képes Családi Lapoknak (elbeszélések z 18 80-as években); a Székelyudvarhelybe budapesti leveleket írt. (1895-1897. egy beszélyét is közölte); könyvismertetéseket írt a Tanáregylet Közlönyébe és a Magyar Paedagogiába.
Cikke a budapesti V. kerületi főreáliskola Értesítőjében (1901. Vörösmarty jelentősége irodalmunkban).

## Munkái
- A nógrádi nyelvjárásról. Bpest, 1881. (Simonyi Zsigmond Tanulmányaiban).
- Baróti Szabó Dávid. Tudori értekezés. Bpest, 1883. (Különnyomat a Figyelőből).
- Souvestre, Contes. Magyarázta. Bpest, 1903. (Szerző életrajzával. Theisz-Matskásy-féle Franczia Könyvtár 17. sz.).